# Филателистическое общество Индии
Филателистическое общество Индии — организация коллекционеров почтовых марок в Индии, учреждённая в 1897 году. Является старейшим национальным объединением филателистов в Индии и, вероятно, во всей Азии.

## История
У истоков создания первого общеиндийского филателистического общества стояли главным образом около 50 английских эмигрантов, обосновавшихся в стране. Первым эту идею подал Чарльз Стюарт-Уилсон (англ. Charles Stewart-Wilson) в открытом письме членам Филателистического общества Бенгалии (Philatelic Society of Bengal), опубликованном в Калькутте в 1896 году, и попросил их высказать свои заинтересованные мнения. Первая организационная встреча состоялась 6 марта 1897 года в Калькутте по адресу: 6 Middleton Row, Calcutta. При этом первым президентом общества был назначен Чарльз Стюарт-Уилсон, а вице-президентами — леди Коллен (Lady Collen), профессор О. В. Мюллер (O. V. Muller) и майор Ч. Х. И. Хопкинс (Major C. H. I. Hopkins). Первым казначеем стал Уилмот Корфилд (англ. Wilmot Corfield), а первым секретарём — П. Айлвин Селф (P. Aylwyn Selfe) из Банка Бенгалии (Bank of Bengal).
В течение первых 50 лет общество составляли большей частью англо-индийские филателисты, и от его имени был издан целый ряд особенно примечательных филателистических публикаций, включая две книги, удостоенные призов. Офис общества перемещался несколько раз по стране — в Мадрас, Бомбей, Лахор и Нью-Дели. С 1955 года общество постоянно располагалось в Бомбее и проводило свои регулярные заседания и встречи один раз в две недели в здании главного почтамта Бомбея (ныне Мумбаи) с благосклонного разрешия Почтового департамента (Department of Post).

## Современность
По сообщениям в 2009 и 2011 годах, Филателистическое общество Индии продолжает существовать в Мумбаи, хотя, видимо, его численность сократилась, при уменьшении активности. На одном из современных заседаний общества, которое было описано в индийской прессе в 2009 году, присутствовало 35 человек. Руководил заседанием председатель общества Дхирубхай Мета (Dhirubhai Mehta).

## Список ранних членов
Ниже приводится частичный список ранних членов Филателистического общества Индии:
- Дж. А. Андерсон (G. A. Anderson),
- Уолтер Дорнинг Бектон (англ. Walter Dorning Beckton),
- леди Коллен,
- Уилмот Корфилд,
- Чарльз Стэнхоуп Фостер Крофтон (англ. C. S. F. Crofton),
- Лайонел Эдвард Доусон (англ. L. E. Dawson),
- Ч. К. Датт (англ. C. K. Dutt; первый индиец — член общества с 1907)[1],
- капитан Хэнкок (Hancock),
- лейтенант-полковник Дж. Ф. А. Харрис (G. F. A. Harris),
- Лесли Л. Р. Хаусбург (англ. Leslie L. R. Hausburg),
- г-н Т. Хоффманн (T. Hoffmann),
- майор Ч. Х. И. Хопкинс,
- Джон Эрнест Баттери Хотсон (англ. John Ernest Buttery Hotson),
- г-н Ч. Ф. Лармор (C. F. Larmour),
- Джеймс Линдси, 26-й граф Кроуфорд,
- лейтенант-полковник Ч. П. Лукис (C. P. Lukis),
- А. А. Лайл (A. A. Lyall),
- лейтенант Т. Э. Мадден (T. E. Madden),
- Дэвид Паркес Массон (англ. David Parkes Masson)[2],
- майор дю Мулен (du Moulin),
- профессор О. В. Мюллер,
- Ф. Н. Шиллер (F. N. Schiller),
- г-н П. Айлвин Селф,
- Ивлин Артур Смитиз[англ.],
- Чарльз Стюарт-Уилсон (впоследствии генеральный директор почт и телеграфов Индии)[1][10],
- г-н Э. У. Уэдерелл (E. W. Wetherell).

## Публикации
К числу наиболее знаменательных исследований, опубликованных обществом, относятся две книги, получившие соответственно в 1932 и 1950 годах медаль Кроуфорда по решению Королевского филателистического общества Лондона:
- Martin D. R.[англ.], Smythies E. A.[англ.] The Four Annas Lithographed Stamps of India, 1854—55. — Stanley Gibbons for the society, 1930. (англ.)
- Dawson L.E. The One Anna & Two Annas Postage Stamps of India, 1854—55. — Birmingham: H. Garratt-Adams & Co. for the society, 1948. (англ.)

Первые семь книжных изданий общества имели нумерацию томов, однако они не стали частью какой-либо конкретной серии:
- Stewart-Wilson C. British Indian Adhesive Stamps Surcharged for Native States. Part I. — Calcutta, 1897. — (Vol. 1). (англ.)
- Stewart-Wilson C. British Indian Adhesive Stamps Surcharged for Native States. Part II. — Calcutta, 1899. — (Vol. 2). (англ.)
- Anderson G.A. Notes on the Postage Stamps of Bhopal. — Calcutta, 1899. — (Vol. 3). (англ.)
- Masson D. P. Stamps of Jammu and Kashmir. — Calcutta & Lahore: 1900 & 1901. — Vols. I & II. — 47 + 41 p. — (Vols. 4 & 5). (англ.) (В двух частях, изданных одной книгой.)[11]
- Crofton C. S. F., Corfield W. The Adhesive Fiscal and Telegraph Stamps of British India. — Calcutta: Thacker, Spink & Co., 1905. — (Vol. 6). (англ.)
- Stewart-Wilson C., Jones B. G. British Indian Adhesive Stamps surcharged for Native States. — Rev. edn. -Calcutta, 1904. — (Vol. 7). (англ.)

В дальнейшем выходили следующие филателистические исследования, подготовленные членами общества:
- Crofton C. S. F., Hausburg L. L. R., Stewart-Wilson C. The Postage and Telegraph Stamps of British India. — London: Stanley Gibbons for the society, 1907. (англ.)
- Masson D. P., Jones B. G. The Postage Stamps of Afghanistan. — Madras: Higinbotham & Co., 1908. (англ.) (В основе книги лежат записки, подготовленные Гилбертом Харрисоном (Gilbert Harrison[англ.]).)
- Crofton C. S. F. The Fiscal and Telegraph Stamps of Ceylon. Ed. B. Gordon Jones. — London: Bridger & Kay for the society, 1911. (англ.)
- Dawson L. E., Smythies E. A. The Postage Stamps of Jammu & Kashmir Simplified. — Lahore: The Civil and Military Gazette Press for the society, 1937. — 51 p. (англ.)[12]
- Roberts G. L., Smythies E. A. The Japanese Occupation Stamps of Burma. — 1947. (англ.)
- Giles D. H. Companion to the handstruck postage stamps of India. — Bombay: Arvind M. Pakvasa, 1967. (англ.)

С 1897 года начал выходить журнал общества — «Philatelic Journal of India» («Филателистический журнал Индии»). Его первым редактором был также Чарльз Стюарт-Уилсон. Журнал по-прежнему печатается в Мумбаи.

## Память
В марте 1957 года была проведена филателистическая выставка в Бомбее, которая была приурочена к «бриллиантовому», то есть 60-летнему, юбилею общества. В 1997 году индийское почтовое ведомство (англ. India Post) выпустило две коммеморативные марки в ознаменование столетия с момента основания общества. В рамках программы празднования столетнего юбилея была организована национальная филателистическая выставка «CENTIPEX-97» при поддержке Почтового департамента и ведущих филателистических обществ страны, а также под патронатом Филателистического конгресса Индии.